# NGC 4780
NGC 4780 is een balkspiraalstelsel in het sterrenbeeld Maagd. Het hemelobject werd in 1882 ontdekt door de Duitse astronoom Ernst Wilhelm Leberecht Tempel.

## Synoniemen
- MCG -1-33-45
- IRAS 12515-0821
- PGC 43870